# 관세음보살
관세음보살(觀世音菩薩, 산스크리트어: अवलोकितेश्वर 아발로키테슈바라)은 불교의 보살 가운데 가장 널리 알려진 보살로, 중생의 소리를 듣고 어디든지 몸을 나누어, 고통과 어려움에서 구제해주는 보살이다. 관자재보살(觀自在菩薩)로도 많이 부르는데, 중국어권에서는 성관음(聖觀音)이라고도 한다.
지장보살과 함께 불교 2대 보살이고, 문수보살과 보현보살까지 합해서는 불교 4대 보살이라고 일컫는다.
대한민국의 3대 관음성지는 경상남도 남해군 금산 보리암, 강원도 양양군 낙산사 홍련암, 인천광역시 강화도 낙가산 보문사이고, 전라남도 여수시 향일암을 더해 4대 관음성지라고 한다.

## 개요

### 관세음보살의 성별
관세음보살은 불교의 핵심 가치의 하나인 '자비'를 대표하는 보살로써, 보통 여성으로 보는 경향이 강하다. 하지만, 보살은 인간을 초월한 상위 존재이므로, 남성과 여성이라는 성별이 존재하지 않고, 불교경전에서도 여성의 형상으로 규정짓지 않는다. 그러나 7세기 중엽 이후에, 힌두교의 여성 숭배 신앙이 불교로 유입되기 시작했다. 동아시아에서도 송나라와 고려시대 이후에 관세음보살의 여성적 이미지가 강조되기 시작한다.

### 관련 경전
관련 경전은 천수경과 반야심경, 법화경의 관세음보살보문품이다. 특히 관세음보살보문품은 관음경이라고 불릴 정도로 관세음보살에 대한 모든 것을 알려준다.

### 봉안 전각

#### 대웅전
보통 사찰의 대웅전에서 흔히 볼 수 있다. 석가모니불을 마주보았을 때, 오른쪽에 위치하며 부처가 그려진 보관을 쓰고 있다. 그 부처는 아미타불이다.

#### 극락전
극락전에서도 마찬가지로 아미타불을 마주보았을 때, 오른쪽에 위치한다. 

#### 관음전
관세음보살이 본존으로 있는 전각은 관음전, 관음보전, 원통전, 원통보전, 보타전 등의 여러 이름으로 부른다.

## 포탈라카산
예로부터 관세음보살은 포탈라카산(पोतलक, Potalaka)이라는 남인도 해안과 가까운 산의 굴속에 살고 있다고 믿어져 왔다. 포탈라카산은 "광채"를 의미하는 신화상의 산으로 실재로 존재하지는 않는다.

### 화엄경과 선재동자 그리고 수월관음도

#### 선재동자
포탈라카산은 화엄경의 입법계품에서 처음 언급이 되며, 입법계품의 주인공인 선재동자는 포탈라카산으로 가서, 관세음보살을 만난다.

#### 수월관음도
선재동자와 관세음보살의 만남을 그린 불화(불교탱화)가 바로 수월관음도이다. 문서 메인 사진에 있는 수월관음도에, 왼쪽 아래에 있는 조그만 사람이 바로 선재동자이다.

### 유래한 지명
티베트 불교의 지도자인 달라이 라마는 현지에서 관세음보살의 화신으로 여기고 있는데, "달라이"가 "큰 바다"라는 뜻이다. 그리고 달라이 라마가 있는 티베트 라싸의 포탈라궁도 포탈라카산에서 따온 것이다.
또한 포탈라카산은 중국에도 전해져 ‘보타락가(普陀落迦)’라는 한자어로 음차된다. 여기에서 한국 3대 관음성지인 강원도 양양군 낙산사의 "낙산", 인천광역시 강화도 보문사의 "낙가산", 경상남도 남해군 보리암의 "보타전"이 유래했다.

### 포탈라카산이 실제로 존재한다는 주장
일본학자 슈 히코사카(Shu Hikosaka)는 포탈라카산이 대당서역기(大唐西域記)에 나오는 인도 타밀나두주에 있는 티루넬벨리(Tirunelveli) 지역의 암바사무드람(Ambasamudram) 마을 근처에 있는 포티가이(Pothigai) 또는 포티일(Potiyil)이라는 산이라고 주장하였다. 히코사카는 포티가이 산이 예전부터 남인도 사람들의 신성한 장소였다고 말했다.
기원전 3세기 아소카왕 시대에 포티가이 지역에 처음 불교가 전파되었고 이후 융성했지만, 현재는 힌두교도만 남아있다고 한다.

## 관세음보살의 응신(應身)

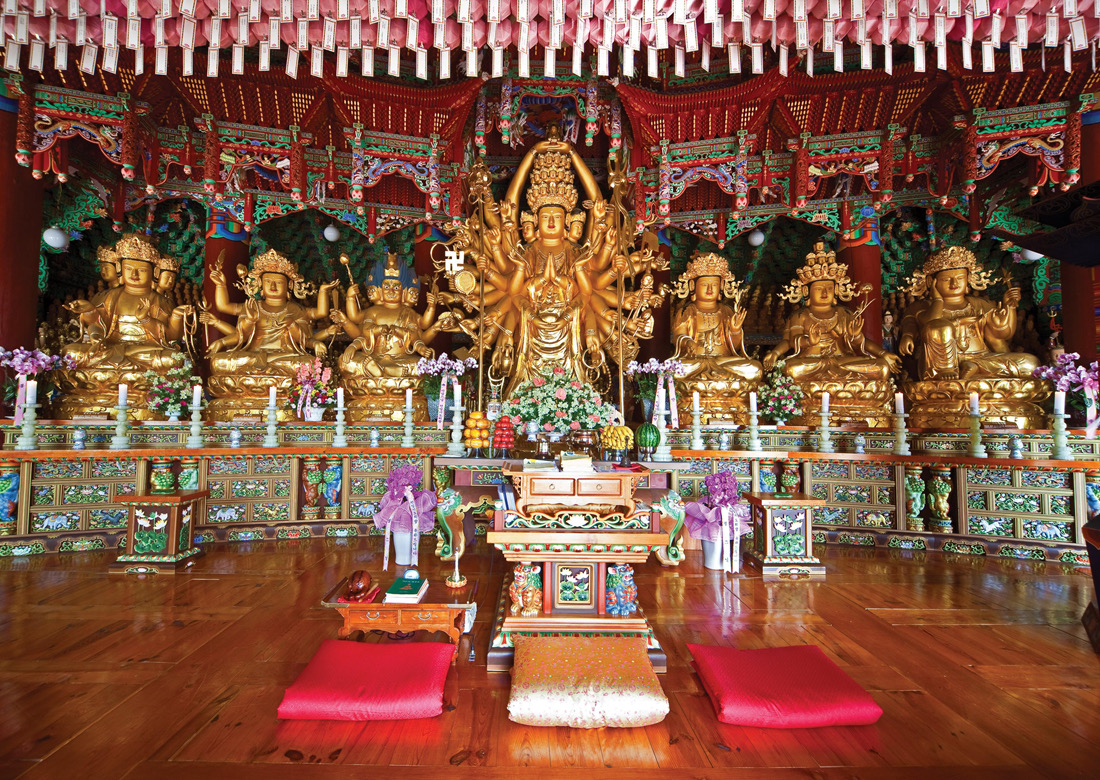
강원도 양앙 낙산사 보타전 관음보살상. 관세음보살의 여러 모습을 보여준다.
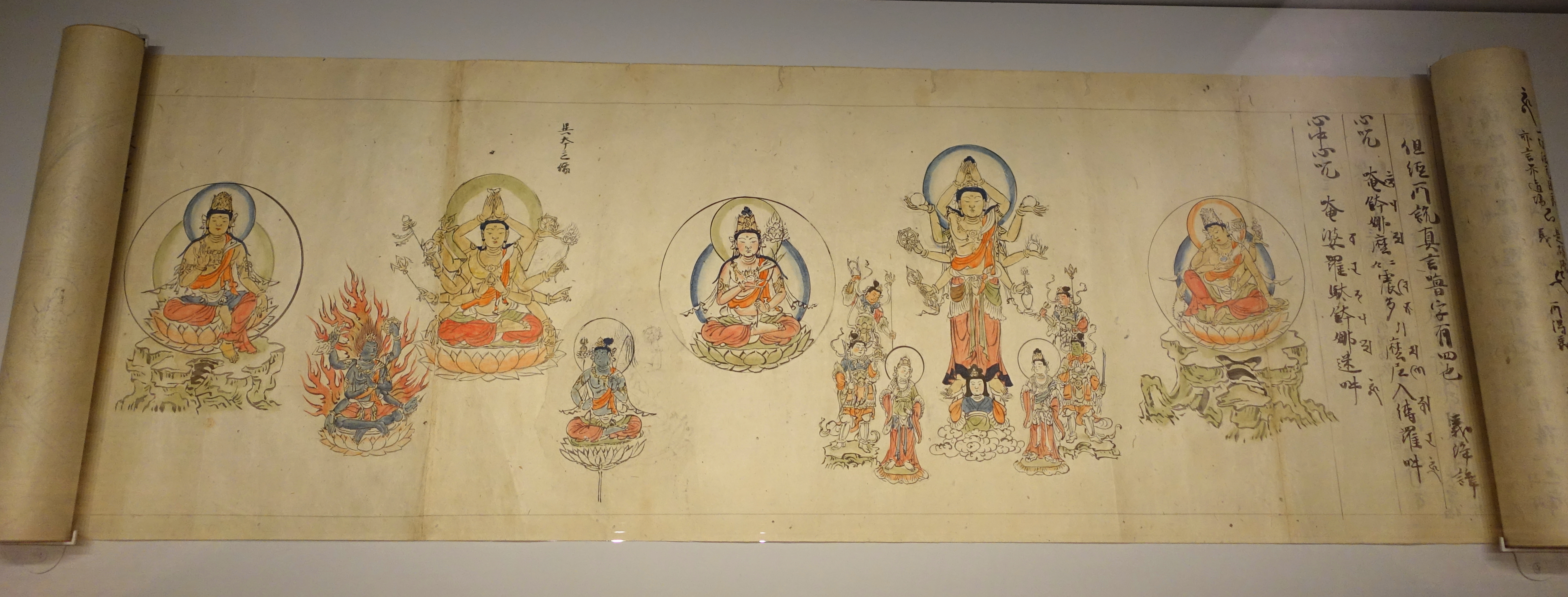
1300년대 일본 가마쿠라막부시대 관세음보살의 7가지 형태(하버드대학교, 새클러(Sackler) 박물관

관세음보살은 중생을 근기에 따라 제도하기 위해서, 다양한 모습으로 바꾼다고 한다. 이를 응신(應身)이라고 하는데, 보통 33가지의 몸을 가진다고 한다.
관세음보살 정근은 "나무 보문시현(普門示現) ~"으로 시작하는데, "넓은 문(방편)으로 어떤 형상이든지 나타내어 보이시는 ~"이라는 뜻이다.
때론 노인처럼 일반 사람의 모습으로도 바꾼다고 한다.

### 기본 모습
당나라 현장(玄奘) 이전의 구번역에서는 아바로키테슈와라(Avalokitesvara)를 광세음(光世音), 관세음(觀世音), 관음(觀音), 관세자재(觀世自在) 등으로 번역했었으나, 이후 신번역에서 더 정확한 번역인 관자재보살(觀自在菩薩)로 되었다. 한편, 중국어권에서는 의역하여 성스러운 관음이란 뜻으로 성관음(聖觀音)이라고도 많이 쓴다.
| 이름                        | 설명 |
| --------------------------- | --- |
| 관세음보살 (觀世音菩薩)     | 세상의 소리를 보는 보살이라는 뜻이다. 중생들이 보살을 부르면 관세음보살이 그 소리를 보고 소원을 들어주거나 어려움으로부터 구해주는 보살이다. |
| 관음보살 (觀音菩薩)         | 소리를 보는 보살이라는 뜻이다. 기본적으로 관세음보살과 의미가 같다. |
| 관자재보살 (觀自在菩薩)     | 원래 산스크리트어 단어는 아바로키테슈와라(Avalokitesvara)에서, 아바로키타(Avalokita)는 觀(볼 관)이라는 뜻이고, 이슈와라(i○vara)는 신 또는 자재천(自在天)이라는 뜻이다. 직역하면 관자재보살(觀自在菩薩)이 된다. 처음 걷는 아이를 어머니가 뒤에서 지켜봐주듯이, 중생들을 자유자재하게 지켜보다가 도와주는 보살이라는 뜻을 가진다고 한다. 또는 진리를 어떠한 장애없이 자유롭게 본다는 의미도 있다고 한다. 반야심경에서는 관세음보살을 관자재보살이라고 하는데("관자재보살 행심반야바라밀다시 ~"), 보는 것에 중점을 둔 표현이라고 한다. |
| 관세자재보살 (觀世自在菩薩) | 관자재보살의 뜻을 세상을 자유자재하고 본다로 확장한 것에 불과하다. |
| 광세음보살 (光世音菩薩)     | 관세음보살과 음이 비슷한 한자를 이용한 것으로 빛나는 세상의 소리 보살님이라는 뜻이다. 지혜의 빛으로 이 세상을 비춘다는 대세지보살과 비슷한 의미이기도 하다. |

### 십일면보살(十一面菩薩, Ekādaśamukha)
얼굴이 11개를 가진 보살로 관세음보살님의 다른 모습이다. 11개의 얼굴 중 그 사람에게 가장 필요한 모습 1가지를 보여준다고 한다. 때론 웃는 얼굴로, 아니면 자비로운 얼굴로 이게 아니면 화난 얼굴로 중생들을 인도해준다고 한다.

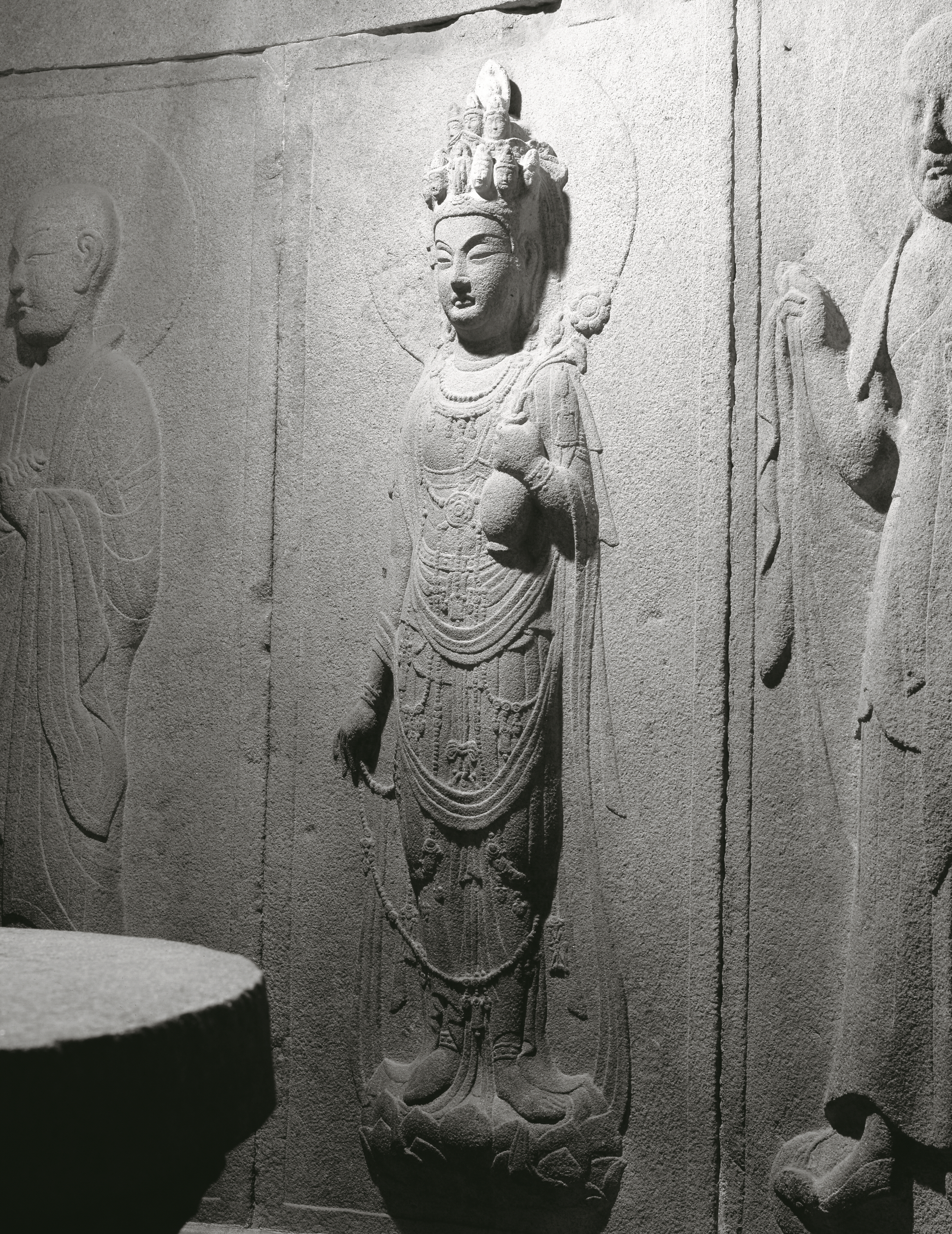
경주 석굴암 십일면관음보살상
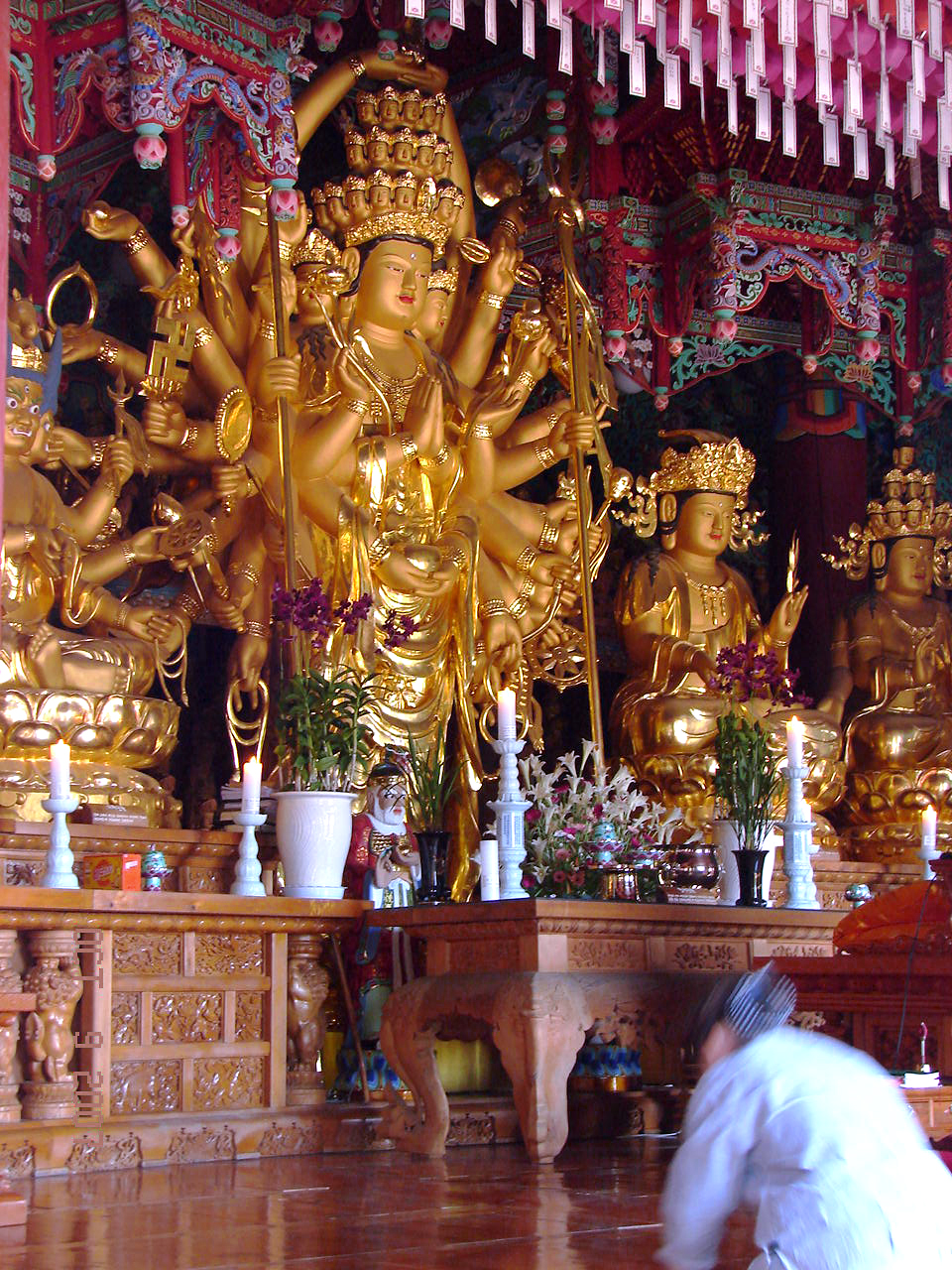
양양 낙산사 보타전 십일면관음보살상
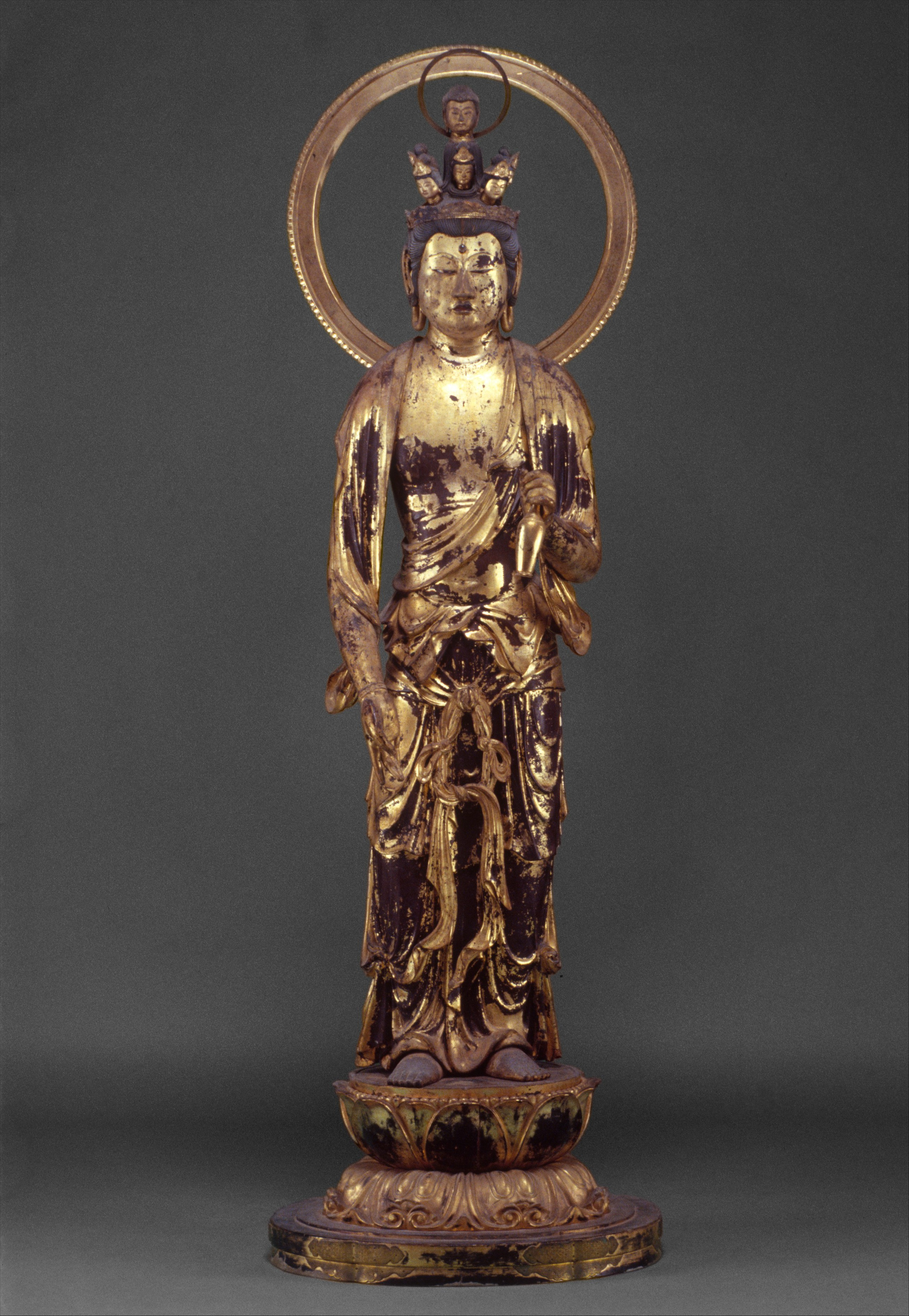
14세기 일본 남북조시대 십일면관음(뉴욕 메트로폴리탄 미술관)
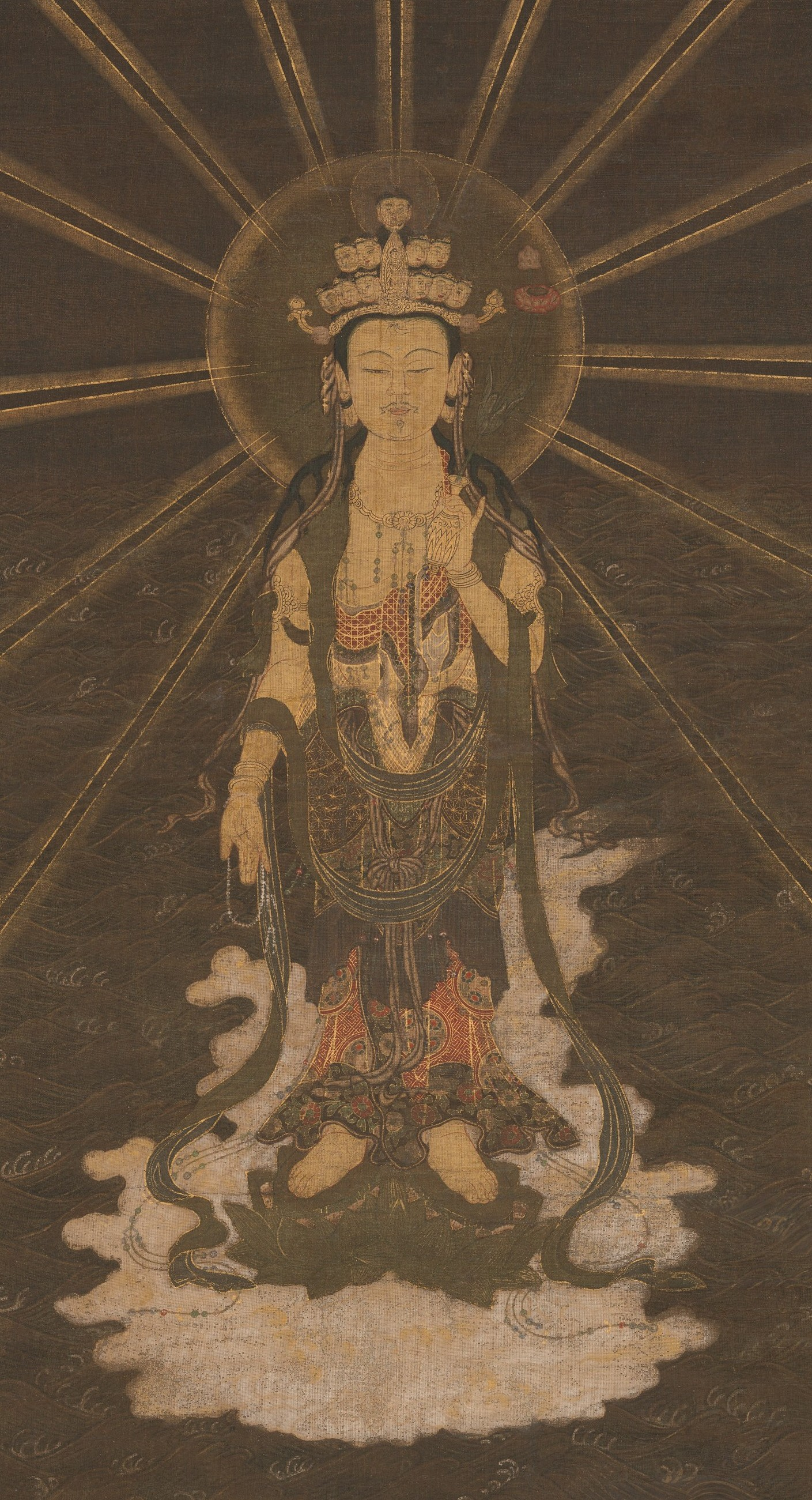
16세기 중엽 일본 십일관음래영도(뉴욕 메트로폴리탄 미술관)
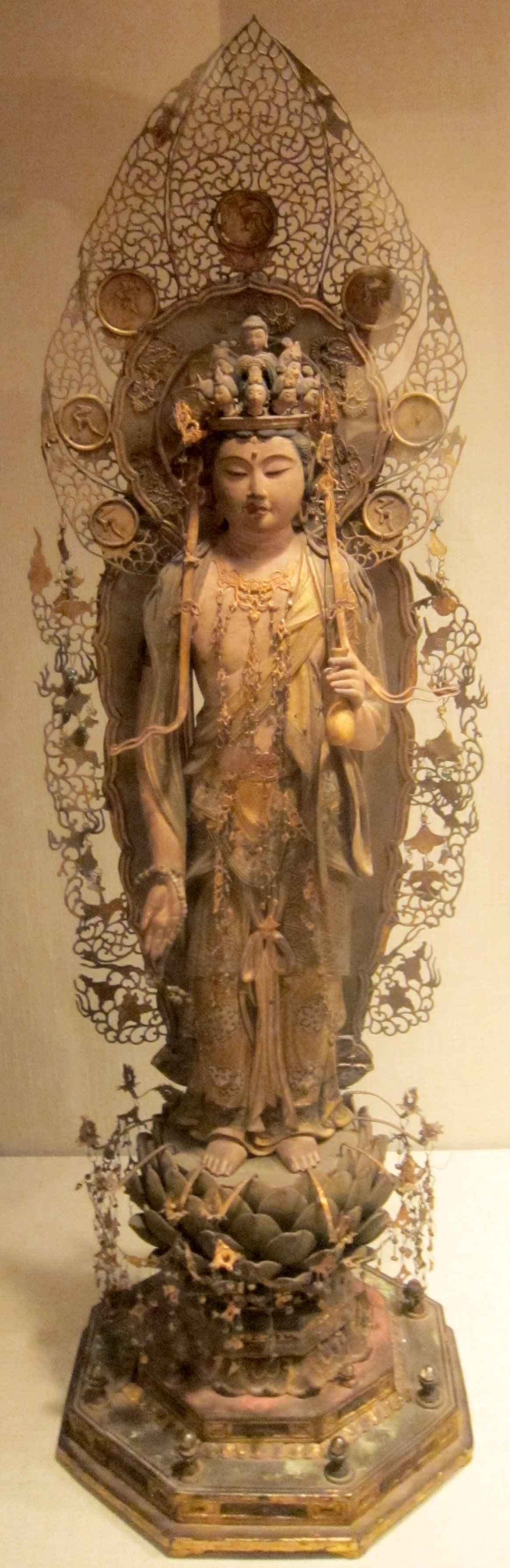
13세기 일본 카마쿠라막부시대 십일면관음상(호놀룰루 미술 아카데미)

### 천수천안보살(千手千眼菩薩, Sahasra-bhuja Sahasra-netra)
천수보살 또는 천수관음이라고도 한다. 천개의 팔을 가지고 있는데, 손바닥마다 눈을 가지고 있다. 그래서 이름대로 1,000개의 손과 눈을 가진다. 관세음보살은 세상사람들의 소리를 듣고 보고 도와줘야 하므로, 눈과 손의 개수가 2개로는 부족하고 무한해야 한다. 1,000개라는 숫자는 수많은 눈과 손이 있다는 것을 상징하는 것에 불과하다.
1,000개의 손 중에서 42가지의 손을 강조한 것이, 관세음보살 42수 진언이다.
<도천수대비가(禱千手大悲歌)>라는 향가는 남북국시대 통일신라 경덕왕시대에 있던 일이라고 하며, 천수천안관음보살과 관련이 있는 이야기다. 그 당시, 어떤 여인이 눈이 먼 자식을 기르고 있었는데, 분황사 천수관음에게 "눈이 1,000개나 되시니, 저의 아이에게 눈을 1개만 주십시오."라고 열심히 기도해서 아이가 눈을 떴다는 이야기가 있다.

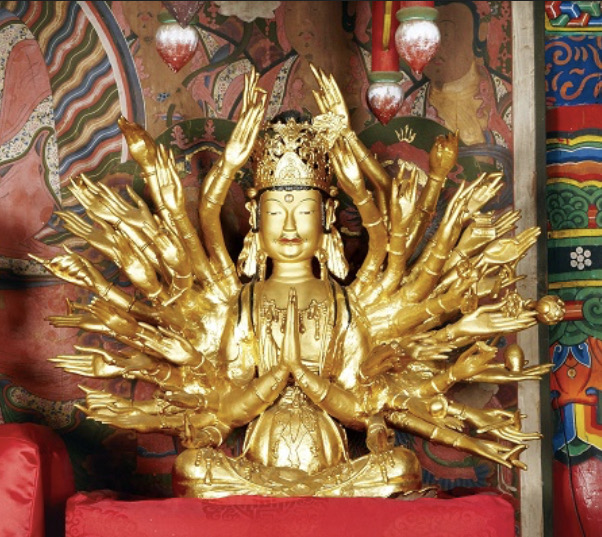
보물 제1891호 서울특별시 흥천사 금동천수관음보살좌상
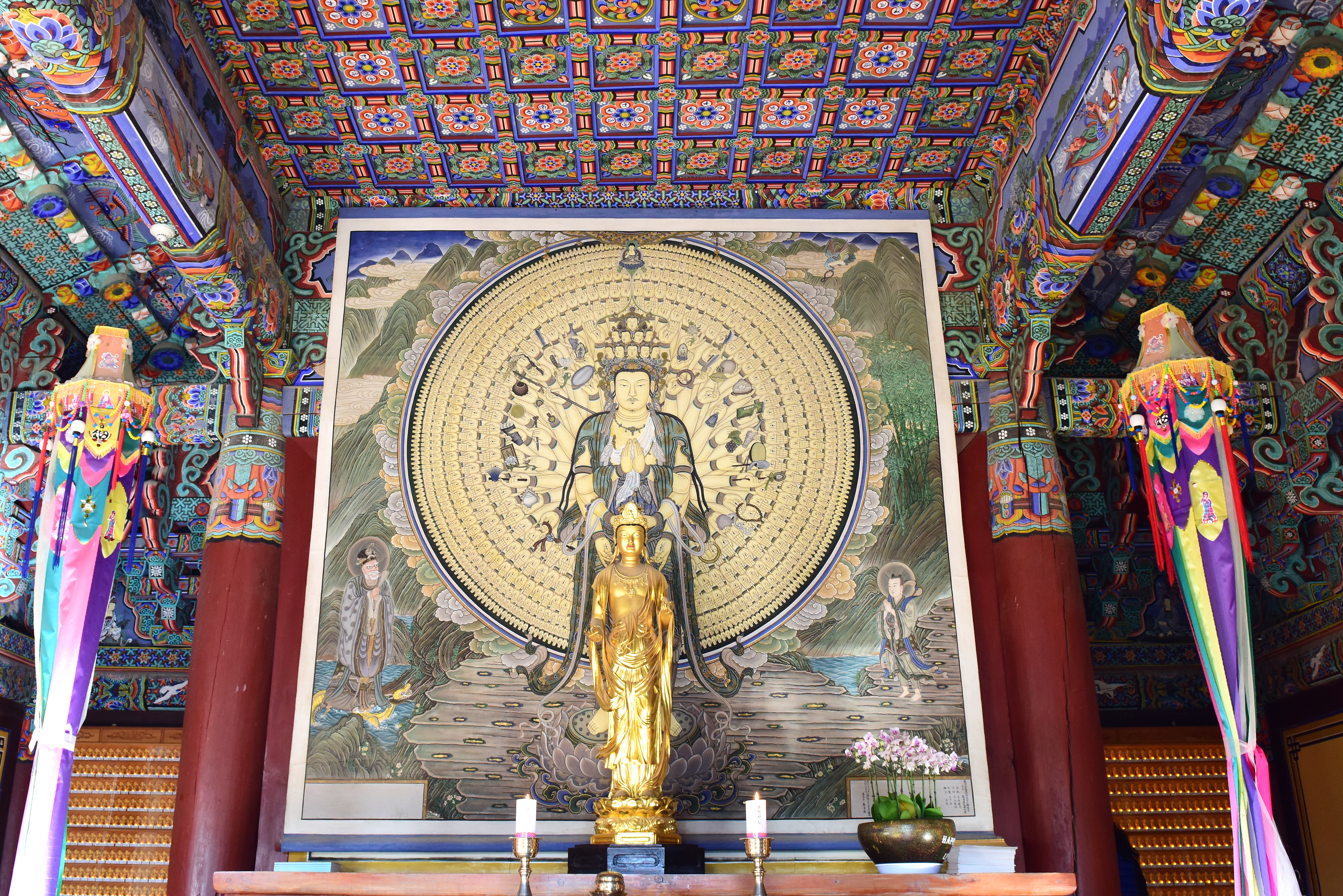
불국사 관음전 천수관음도
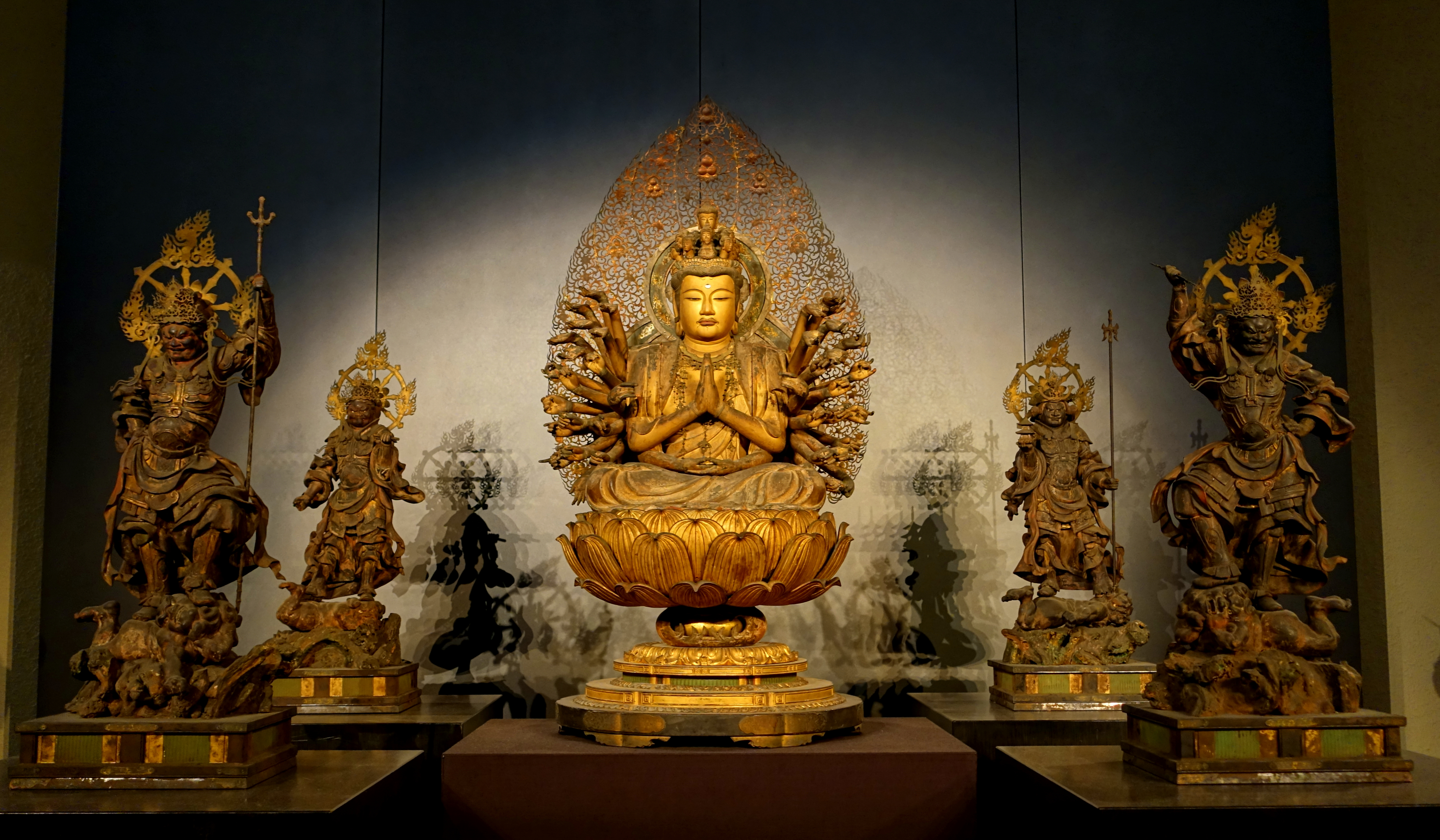
1300년대 일본 가마쿠라막부시대 천수관음보살 좌상과 사천왕(도쿄 국립 박물관)
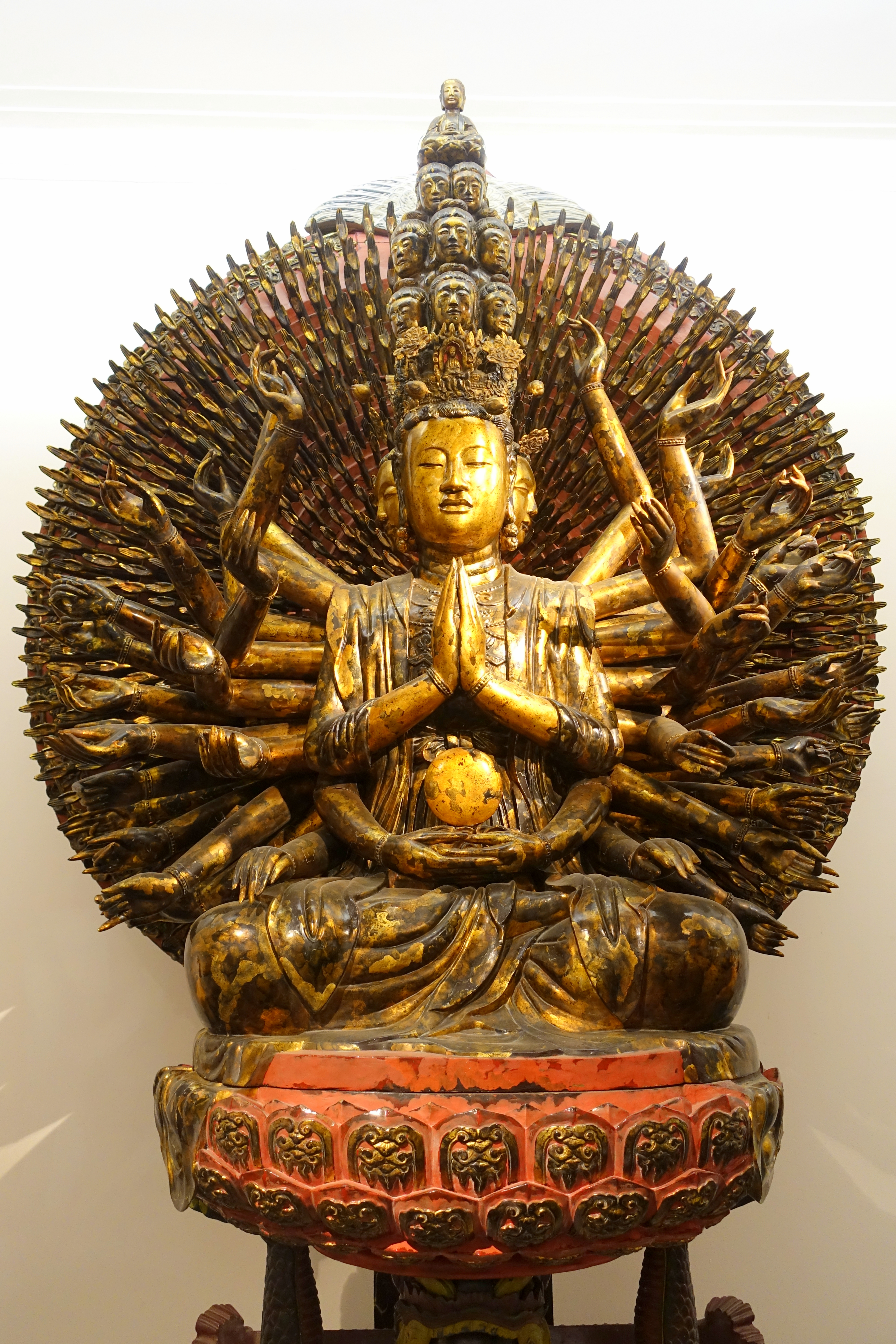
1657년 베트남 천수천안관음(베트남 국립 박물관)

### 여의륜보살(如意輪菩薩, Cintāmani-cakra)
여의주를 가진 용이 소원을 들어주듯이(만화 드래곤볼처럼), 중생의 소원을 들어준다는 보살이다. 이 역시 관세음보살님이 모습을 바꾼 것이다.

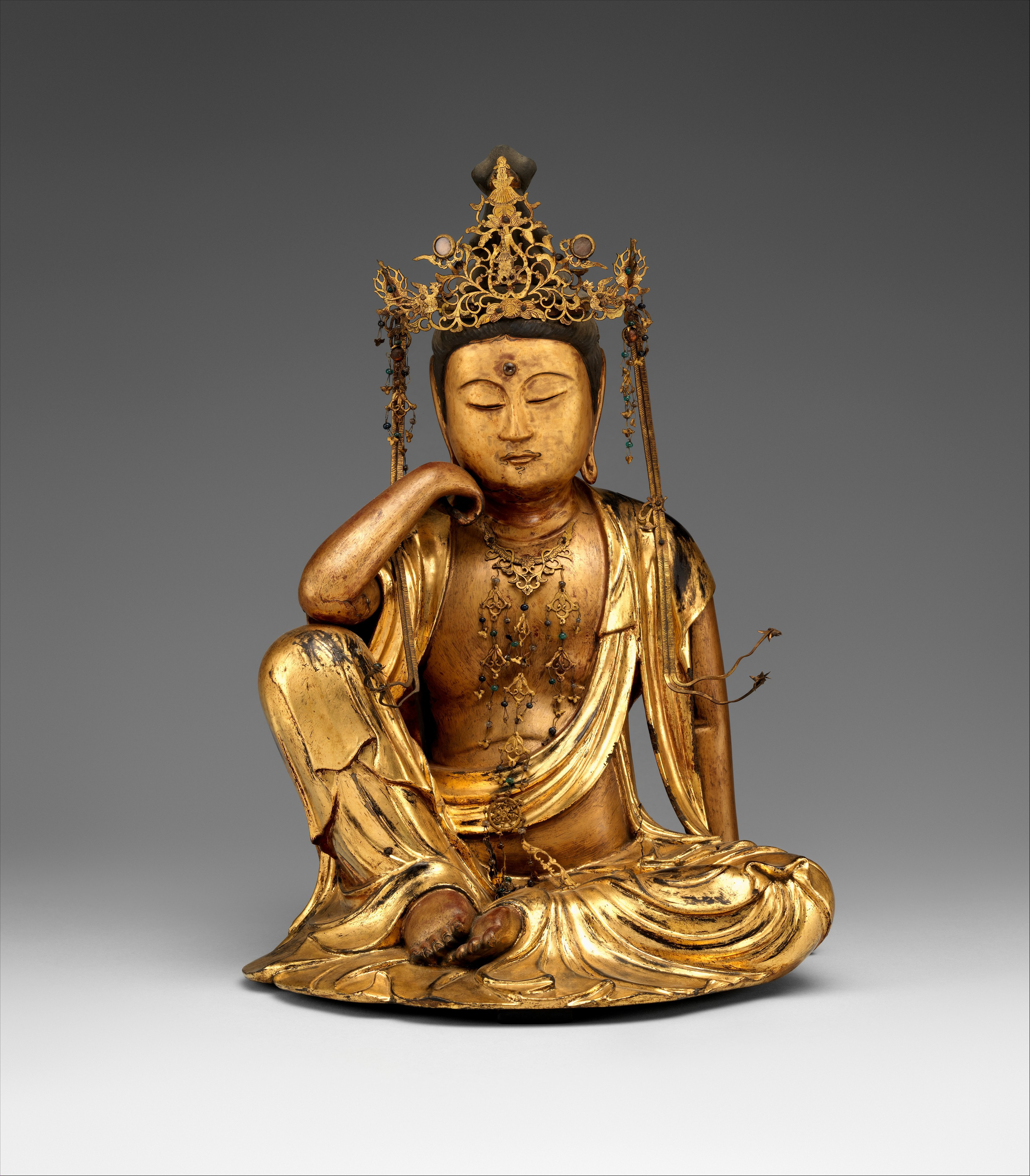
1693년 일본 여의륜관음좌상(뉴욕 메트로폴리탄 박물관)

### 마두보살(馬頭菩薩, Hayagrīva)
화난 말의 얼굴을 가진 보살이다. 중생을 꾸짖어 교화하신다.

### 불공견색보살(不空羂索菩薩, Amoghapāśa)
중생을 건져 제도하시는 보살이다.

### 대세지보살(大勢至菩薩)

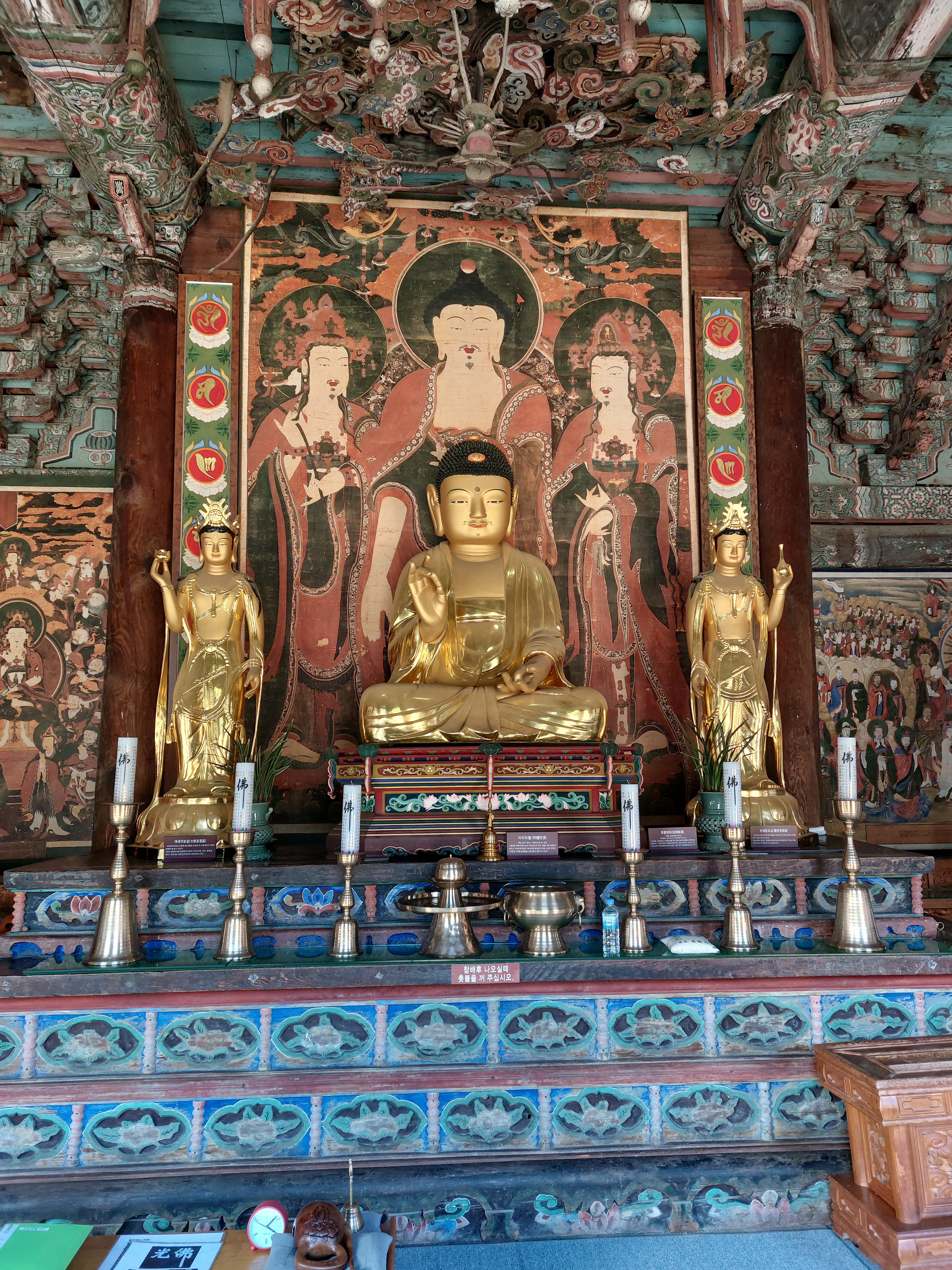
은해사 극락보전 삼존불(대세지보살, 아미타불, 관세음보살)

사찰 전각인 극락전에서 삼존불을 구성하는 보살이다. 보통 아미타불이 중앙에, 왼쪽은 대세지보살이, 오른쪽은 관세음보살이 있다. 중생들에게 지혜광명의 빛을 비추어 힘을 주는 보살이다.

### 준제보살(准提菩薩, Cundi)
아이에게 젖을 주듯, 불보살을 키우는 어머니 보살이다. 여덟개의 손이 있으며, 깨끗한 모성을 상징하는 보살이다.
천수경에서는 "나무 칠구지불모 대준제보살"이라고 하는데, 과거 칠불에게 젖을 먹여주신 크신 준제보살이라는 의미이다.
과거 경주에 중요한 7개의 절이 있었는데, 이를 칠처가람이라고 한다. 과거 석가모니부처 이전에 일곱 부처님이 설법을 하신 자리에 세운 절이라고 한다.

### 군다리보살(軍茶利菩薩)
보배병을 들고 중생들의 고통을 제도하고 자비를 펴는 보살이다. 별나라마다 혼란을 일으키는 악마를 무찌르고, 선을 지킨다. 이런 이미지로 닭을 군다리보살의 화신이라고도 한다.

### 수월보살(水月菩薩)
달이 호수나 연못에 떠있고, 호숫가나 연못가에 앉아있는 모습으로 형상화되는 보살이다.

### 만월보살(滿月菩薩)
가득찬 달, 즉 보름달을 의미하는 보살이다.

### 정취보살(正趣菩薩)
바른 깨달음을 빨리 성취시켜준다는 의미의 이름이다. 즉, 중생을 빨리 깨닫게 해주는 지혜를 주는 보살이다. 중생을 깨닫게 도와주는 승려의 역할을 한다.

### 백의관음보살(白衣觀音菩薩, Pāndaravāsinī)
하얀 옷을 입은 관세음보살이다. 흔히 흰색 법의를 입고 자비의 감로수를 담은 감로병을 한 손에 들고 있는 모습이다.

### 청경관세음보살(靑頸觀世音菩薩)
목이 푸른 관세음보살이다. 청경(靑頸)이 목이 푸르다는 뜻이다. 자살충동을 극복시켜주는 관세음보살이다.
<천수경>이라는 경전에 <신묘장구대다라니>라는 다라니가 있는데, 여기에 관세음보살의 여러 모습이 묘사되어 있다. 여기에 청경관음의 모습도 언급되어 있다. 신묘장구대다라니에 적힌 "니라간타"라는 말이 "푸른 목을 가지신 청경관음"이라는 의미이다.

### 해수관음(海水觀音)

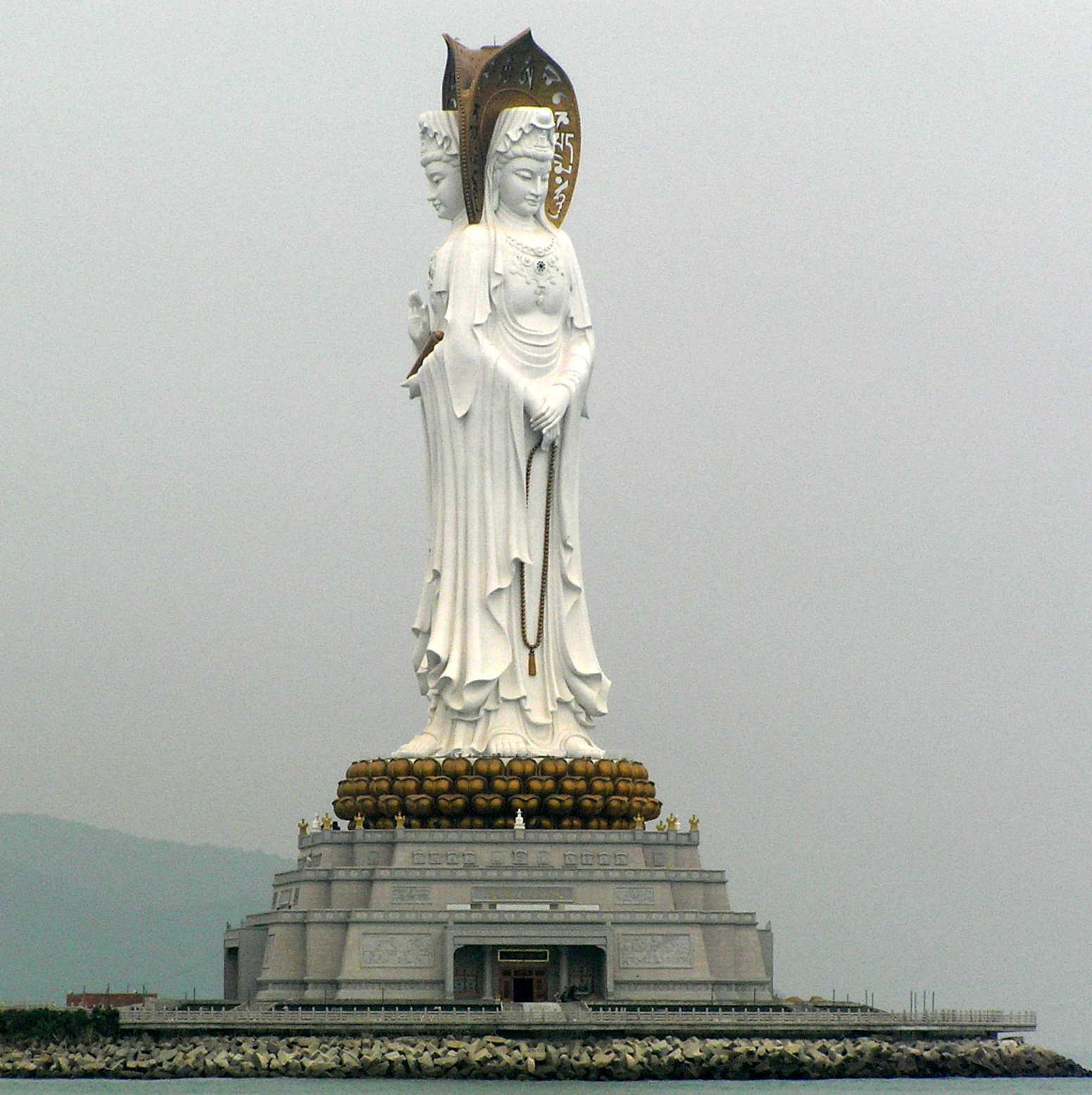
중국 하이난섬 싼야시의 남산사(南山寺)에 있는 108미터 3면 해수관음상

해수관음은 보통 바닷가에 석상으로 많이 세운다. 관세음보살이 인도 남동쪽 해안인 '포탈라카' 산의 굴속에 살고 있다는 믿고 있기 때문이다. 바닷가의 사람들을 보살핀다.

## 불교경전에서의 관세음보살
천수경, 법화경의 관세음보살보문품, 신묘장구대다라니, 관세음보살 42수 진언 등이 유명하다.

### 천수경
원래 주술적 의미의 밀교 다라니인 <신묘장구대다라니>에 여러 내용이 추가되었고, 현재는 불교 의식용으로 널리 쓰이고 있다.

#### 관세음보살의 10대원
<천수경>에 나오는 내용으로, 관세음보살이 천광왕정주여래 앞에서 서원한 발원문이다
- 1대원 원아속지일체법(願我速知一切法)

일체법을 어서속히 알아지이다.
- 2대원 원아조득지혜안(願我早得智慧眼)

지혜의눈 어서어서 얻어지이다.
- 3대원 원아속도일체중(願我速度一切衆)

모든중생 어서속히 건네지이다.
- 4대원 원아조득선방편(願我早得善方便)

좋은방편 어서어서 얻어지이다.
- 5대원 원아속승반야선(願我速乘般若船)

지혜의배 어서속히 올라지이다.
- 6대원 원아조득월고해(願我早得越苦海)

고통바다 어서어서 건너지이다.
- 7대원 원아속득계정도(願我速得戒定道)

계정혜를 어서속히 얻어지이다.
- 8대원 원아조등원적산(願我早登圓寂山)

열반언덕 어서어서 올라지이다.
- 9대원 원아속회무위사(願我速會無爲舍)

무위집에 어서속히 들어지이다.
- 10대원 원아조동법성신(願我早同法性身)

진리의몸 어서어서 이뤄지이다.

#### 관세음보살의 육향육서(六向六誓)
<천수경>에 나오는 6가지 서원으로, 관세음보살이 중생이 부른다면 어느 곳이든 가서 도와주겠다는 내용이다. 또는 내가 어떤 곳에 갔을 때, 관세음보살의 힘으로 벗어날 것이라는 확신이다.
- 1서원 아약향도산(我若向刀山) 도산자최절(刀山自催折)

칼산지옥 내가 가면, 칼산이 저절로 부러지고
- 2서원 아약향화탕(我若向火湯) 화탕자고갈(火湯自枯渴)

화탕지옥 내가 가면, 화탕지옥이 저절로 말라버리고
- 3서원 아약향지옥(我若向地獄) 지옥자소멸(地獄自消滅)

지옥에 내가 가면, 지옥이 저절로 소멸되고
- 4서원 아약향아귀(我若向餓鬼) 아귀자포만(餓鬼自飽滿)

아귀세계 내가  가면, 아귀가 저절로 배부르고
- 5서원 아약향수라(我若向修羅) 악심자조복(惡心自調伏)

아수라세계 내가  가면, 나쁜 마음 저절로 항복 받고
- 6서원 아약향축생(我若向畜生) 자득대지혜(自得大智慧)

축생세계 내가 가면, 큰 지혜를 저절로 얻게 되리라

### 관세음보살 정근
나무 보문시현 원력홍심 대자대비 구고구난
『관세음보살』(여러 번)

멸업장진언

『옴 아로늑게 사바하』(3번)
구족신통력 광수지방편
 
시방제국토 무찰불현신
 고아일심 귀명정례

#### 사구게 풀이
- 보문시현 원력홍심 대자대비 구고구난

33응신으로 중생에 근기에 따라 몸을 나투시고, 원력과 넓은 마음으로, 대자대비하게, 고통과 어려움에서 구해주시네.
- 구족신통력 광수지방편 시방제국토 무찰불현신

모든 신통력을 갖추고, 지혜와 방편을 널리 닦아, 시방 모든 국토에, 몸을 나투지 않는 곳 없으시네.

### 관세음보살 42수 진언
관세음보살이 나투는 33개의 몸(33응신) 중에 하나인 천수천안관세음보살을 주제로한 다라니(진언)이다. 1,000개의 손 중에서 중요한 42개의 손 모양을 따와서, 각각 진언을 붙여 모은 것을 관세음보살 42수 진언이라고 한다.

### 관세음보살 보문품의 게송 부분
관세음보살 보문품에서 가장 중요한 부분은 무진의보살의 물음에 석가모니가 게송으로 답하는 부분이다. 게송 부분만 한글 관세음보살 보문품으로 보면 다음과 같다.
<<이전 내용 생략>>
묘한 상호 구족하신 세존께오서,
 
게송으로 무진의에게 답하셨도다.

그대는 들을지니, 관음의 덕행은

어느 곳 할 것 없이 다 응하느니라.

그 서원의 넓고 깊음, 바다 같나니
 
한량없는 아득한 겁 지내오면서,

천만억의 부처님을 모두 모시고,

맑고 맑은 대원을 세웠느니라.

이제 그대 위해 간략히 설하리니,

그 이름을 듣거나 그 몸을 보고
 
마음 모아 지극히 생각을 하면

능히 모든 괴로움을 멸하리로다.

어떤 이가 해치려는 생각을 품고
 
불구덩이 속으로 밀어 떨어뜨려도
 
저 관세음보살을 생각하는 힘으로
 
불구덩이가 문득 연못으로 변하리

어쩌다 큰 바다에 빠져 표류를 하고
 
용과 물고기와 귀신의 난을 만나도
 
저 관세음보살을 생각하는 힘으로
 
파도가 능히 삼키지를 못하느니라.

수미산과 같은 높은 봉우리에서
 
어떤 이가 갑자기 밀어 떨어뜨려도
 
저 관세음보살을 생각하는 힘으로
 
해와 같이 허공에 머무르게 되며

흉악한 사람에게 쫓기는 바가 되어
 
험난한 금강산에서 굴러 떨어질지라도

저 관세음보살을 생각하는 힘으로
 
털끝 하나 상하지 않게 되느니라

원수나 도둑들이 주위를 에워싸고
 
제각기 칼을 들고 해치려 할지라도

저 관세음보살을 생각하는 힘으로
 
도리어 그들이 자비심을 일으키네

왕으로부터 벌을 받는 고난을 만나
 
형을 받고 죽임이 임박했을지라도
 
저 관세음보살을 생각하는 힘으로
 
칼날 등의 흉기가 조각조각 부서지며

불행히 옥에 갇혀, 큰 칼을 쓰거나

손과 발에 쇠고랑을 찼을지라도

저 관세음보살을 생각하는 힘으로
 
시원스레 풀어져 자유를 얻느니라

주술과 저주와 여러 가지 독약으로
 
해치려는 사람이 있을지라도

저 관세음보살을 생각하는 힘으로
 
오히려 그 사람이 해를 입게 되느니라

흉악하기 그지없는 나찰을 만나고
 
독룡이나 여러 악귀 만날지라도

저 관세음보살을 생각하는 힘으로
 
누구라도 감히 해치지 못하느니라

사나운 짐승들이 주위를 에워싸고
 
날카로운 이빨과 발톱으로 위협해도

저 관세음보살을 생각하는 힘으로
 
아득히 먼 곳으로 흩어져 달아나며

살모사 등의 독사나 전갈류들이
 
타는 불의 연기처럼 독기를 뿜어도

저 관세음보살을 생각하는 힘으로
 
그 소리를 듣고서 스스로 돌아가느니라

먹구름이 덮히며 천둥 번개가 치고

우박과 소나기가 크게 퍼부을지라도

저 관세음보살을 염하는 힘으로

삽시간에 구름 걷혀 활짝 개이느니라

중생이 갖가지 곤란과 액난을 당해

무량한 고통이 몸을 핍박할 때
 
관세음보살은 묘한 지혜의 힘으로
 
세간의 고통에서 능히 구해주느니라

신통력을 두루 갖추고

널리 지혜의 방편을 닦아

시방세계 어느 국토 할 것 없이
 
몸을 나타내지 않는 곳이 없으며

갖가지 모든 나쁜 세계 중생들
 
지옥과 아귀와 축생뿐 아니라

나고 늙고 병들어 죽는 고통도
 
차츰차츰 모두 다 없애느니라

참된 관찰과 청정한 관찰과

넓고 크신 지혜의 관찰과

가엾이 여기는 관찰과 자비로운 관찰을

언제나 원하고, 언제나 우러러보네

티 없이 청정한 광명을 발하는
 
지혜의 해가 어둠을 몰아내고

온갖 재앙과 풍파를 물리쳐

두루 세간을 밝게 비추나니

자비는 몸이 되고, 계행은 우레가 되고

인자한 마음은 아름다운 큰 구름이 되어

감로의 법의 비를 뿌려주어서

번뇌의 뜨거운 불꽃을 소멸하니라

송사나 다툼으로 관청에 가거나

두려운 전쟁터에 있을지라도

저 관세음보살을 생각하는 힘으로

모든 원결이 다 풀어지느니라

아름다운 음성의 관세음보살이여
 
범천왕의 음성과 바다의 해맑은 물결소리

세간의 음성과 견줄 수 없네
 
그러므로 언제나 관세음보살을 생각하여

잠시라도 의심을 내지 말아라

일체의 공덕을 두루 갖추어

자비의 눈으로 중생을 보살피며
 
바다처럼 복덕이 한량없으니

마땅히 머리 숙여 예배할지니라

<<이후 내용 생략>>

## 영험 또는 가피의 측면에서 본 관세음보살
불교에서는 기도를 해서 생기는 좋은 일을 영험 또는 가피라고 한다. 경험한 가피 또는 영험을 기록한 책을 영험록이라고 하는데, 그 영험록에서 가장 많이 나오는 불보살이 바로 관세음보살이다.
서점에 가면, 1~2권 정도는 관세음보살 영험담 책이 눈에 뛸 정도인데, 이야기 구조를 거의 비슷하다. 병이 나았다거나, 소원이 이루어 진다는 등의 내용이다. 보통 승려들은 관세음보살을 하루에 1만 번 정도로 불러야 기도가 이루어진다고 주장한다.

### 고려 문신 최승로 일화
최승로의 아버지인 최은함은 통일신라말기에 정보(正甫)라는 벼슬을 했다고 한다. 나이가 들어도 자식이 없었으나, 승려가 관세음보살 기도를 하라고 권유하였다. 최은함은 경주에 있는 중생사(衆生寺)에서 100일 기도를 시작하였고, 드디어 100일 기도 마지막 날이 되었다. 꿈에 흰옷을 입은 백의관세음보살이 자신과 부인에 꿈에 모두 나타나 아이를 데려다 주었고, 그후 부인은 태기가 있었다. 이렇게 낳은 아들이 최승로라고 한다.
최승로가 태어나고 3달 후에, 후백제의 견훤이 통일신라의 경주로 쳐들어와서 난리가 났다. 최은함은 피난길에 나섰는데, 부인과 헤어져버렸다. 어미없이 우는 아이를 데리고 피난을 갔다가는 분명히 후백제군에게 죽임을 당할 것이기에, 최은함은 중생사로 갔다고 한다. 아기 최승로를 관세음보살상 좌대에 놓아두고는, 관세음보살님이 주신 자식이니 관세음보살께서 살려주실 것으로 믿는다며 피난을 떠났다. 보름 후에 돌아와보니 최승로는 오히려 살이 포동해져있었다고 한다. 이유는 다른 귀족 부인이 자신의 아이를 안고 피난을 가다가 중생사로 갔는데, 거기에 아기 최승로가 있기에 같이 젖을 먹였다고 한다.

### 만해 한용운 일화
1911년 가을, 승려 한용운은 만주에서 활동하고 있었다. 그런데 한용운을 일본 앞잡이로 의심한 한인 청년들이 그에게 길을 바래다 준다고 하고는 뒤에서 총으로 쐈다. 그리고 한용운은 정신을 잃었는데, 그때 관세음보살이 나타나서 목숨이 경각에 달려있는데 왜 가만히 있냐고 했다고 한다. 한용운이 정신을 차린 순간은 한인 청년들이 돌로 내리치려한 순간이었다고 한다. 기지를 발휘한 한용운은 한인 청년들을 피해  중국 사람들이 사는 마을로 갔는데, 마침 촌장집에서 모임을 하고 있어서 그를 지혈해주었다. 한인 청년들은 핏자국을 쫓아 총을 들고 그곳까지 쫓아왔는데, 한용운이 쏠테면 쏴라고 하자 그냥 달아났다고 한다. 의사을 불렀는데 한용운은 마취를 하지 않고 총알을 제거하겠다고 했고, 신음 한 번 없이 오직 관세음보살의 명호만 외웠다고 한다. 그러자 한용운을 살아있는 부처(活佛, 활불)라고 했다고 한다.

### 덕숭총림 초대방장 혜암의 제자 일화
신유년(아마 1921년) 여름에 승려 혜암은 금강산에 있었다고 한다. 사람들이 웅성거려 밖으로 나가보니, 어떤 잘생긴 청년이 찾아왔다고 한다. 그런데 그 청년의 목에는 연두창이 터져 피고름이 흘러나오고, 냄새가 지독했다고 한다. 혜암이 청년에게, 그 몸으로 병원에나 가지 뭐하로 다니냐고 말했다. 그러자, 그 청년은 자신이 바로 의사라고 했다. 영국에서 '곱살바'라는 부인의 도움으로 공부를 하고, 그 부인을 모시고 병원을 경영하고 있었는데, 연두창이 생긴 뒤로는 폐인처럼 떠돌아다닌다고 하였다.
그러자 혜암은 청년에게 기독교에는 그런 말씀이 있는지 모르지만, 불교에서는 한정된 목숨은 어쩔 수 없지만, 병은 신심이 철저하고 독실하면 고칠 수 있다고 말했다. 그러자 청년은 이미 버린 목숨이니 죽어도 해보겠다고 했다. 그런데 다른 스님들이 냄새가 난다고 같은 방을 쓰려고 하지 않았고, 혜암은 자신의 방을 내어주면서 일심으로 관세음보살을 지성껏 불러라고 했다. 그 청년은 밤을 새워가며 눕지도 않고, 오직 일심으로 관세음보살을 불렀다고 한다.
이렇게 반년이 지나고 청년은 꿈을 꾸었다고 한다. 소복을 입을 젊은 부인이 어린아이를 안고 있었는데, 어린아이는 아미타불을 계속 외우고 있었다고 한다. 청년이 그 부인에게 병을 고쳐 달라고 하자, 부인이 목을 손으로 누르자 달걀 같은 것 2개가 축 늘어졌고, 그것을 가위로 잘라주었다고 한다. 그 뒤로 종기는 피고름이 멎더니 완전히 나았다고 한다. 이 청년이 승려 혜암의 첫 상좌인 동일이라는 승려라고 한다. 그러나, 승려 동일은 분단으로 북한에서 나오지 못했다고 한다.

### 가수 은가은 일화
TV조선 미스트롯2에 출연했던 가수 은가은은 "관세음보살"이라고 말한 것이 방송을 타서 화제가 됐었다. 은가은은 16년 무명생활을 했는데, 특히 어려웠던 2018년에 사찰을 찾아 4박 5일 동안 관세음보살 기도를 했다고 한다. 평소 은가은의 어머니는 관세음보살 2만번을 외우면 안되는 일이 없다고 말했다고 한다.

## 여담

### 분황사 천수관음 이야기
통일신라 경덕왕(景德王)때의 일이다. 한기리(漢岐里)에 희명(希明)이라는 여인이 살고 있었는데, 아이가 태어난지 5년이 지나자 눈이 멀어버렸다.
희명은 아이를 안고 분황사로 갔다. 왼쪽에 있는 전각 북쪽 벽에는 천수관음이 있었는데, 다음 노래를 불렀다.
도천수관음가(禱千手觀音歌)
또는 도천수대비가(禱千手大悲歌)

무릎을 구부리고
두 손바닥을 모아
천수관음(千手觀音) 앞에 빌어 사뢰나이다
천 손의 천 눈을
하나를 놓아 하나를 덜길 바라나이다
둘 먼 내라
하나라도 은밀히 고칠네라, 아아
나에게 끼쳐 주신다면
놓아주시고 베푼 자비야말로 뿌리되오리라

아이도 노래를 부르며 빌게 하였더니, 마침내 눈이 밝아졌다고 한다.

### 일본의 승려와 사냥꾼이야기
일본에 어떤 승려가 자신은 기도를 많이 해서, 관세음보살이 모습을 보여준다고 자랑했다고 한다. 어떤 사냥꾼이 나도 관세음보살을 볼 수 있냐고 했더니, 승려가 관세음보살이 매일 나타나는 곳으로 데리고 갔다. 그러니 정말로 사냥꾼에 눈에도 관세음보살이 보였다.
사냥꾼이 말하길, "스님이 관세음보살을 보는 것은 이해가 되는데, 살생을 많이 한 나한테도 관세음보살이 보인다는 것은 말이 안된다."며 화살로 관세음보살을 쏴버렸다.
승려는 관세음보살이 이제 다시는 나타나지 않을까 걱정이 되어 달려갔는데, 화살에 맞은 건 관세음보살이 아니라 여우였다는 전설이 있다.

### 캐논(Canon) 카메라 창업 이야기
일본 기업 캐논(Canon)의 이름을 관세음보살에서 따왔다. 창업주 요시다는 관음신앙에 심취했었다. 관세음보살의 덕으로 세계 최고 카메라를 만들려고 '관세음보살 카메라(Kwanon Camera)'로 이름지었다.(카메라는 세상을 보고(観 : 볼 관) 찍는 것이고, 관음보살도 세상의 소리를 보는(観 : 볼 관) 보살이니 연관이 있다.)
관음(観音)을 일본어 발음으로 콴온(Kwanon), 칸논(Kanon)이라고 하는데, 이걸 서양에서 익숙한 대포(Canon)를 연상시키는 단어로 바꾼 것이다. 그래서 '관세음보살 카메라'가 '대포 카메라'로 바뀌어 버렸다.

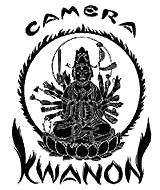
1934년 ‘아사히 카메라’ 6월호에 처음 실린 캐논(Canon) 카메라 광고

## 사진 또는 그림

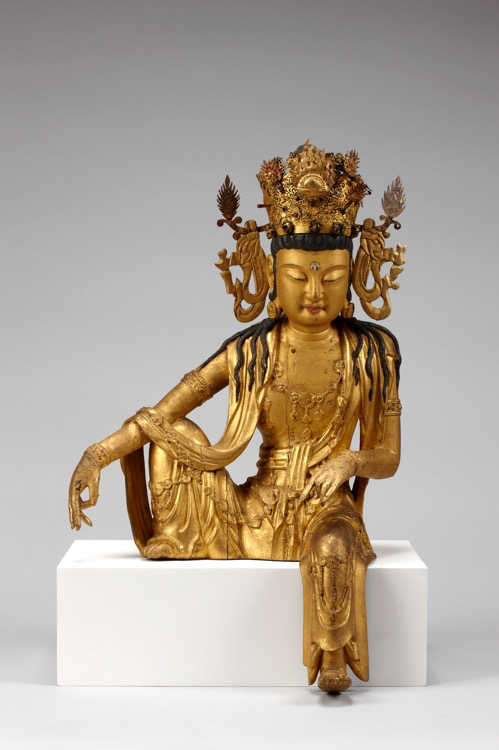
고려 13세기 목조관음보살좌상, 국립중앙박물관
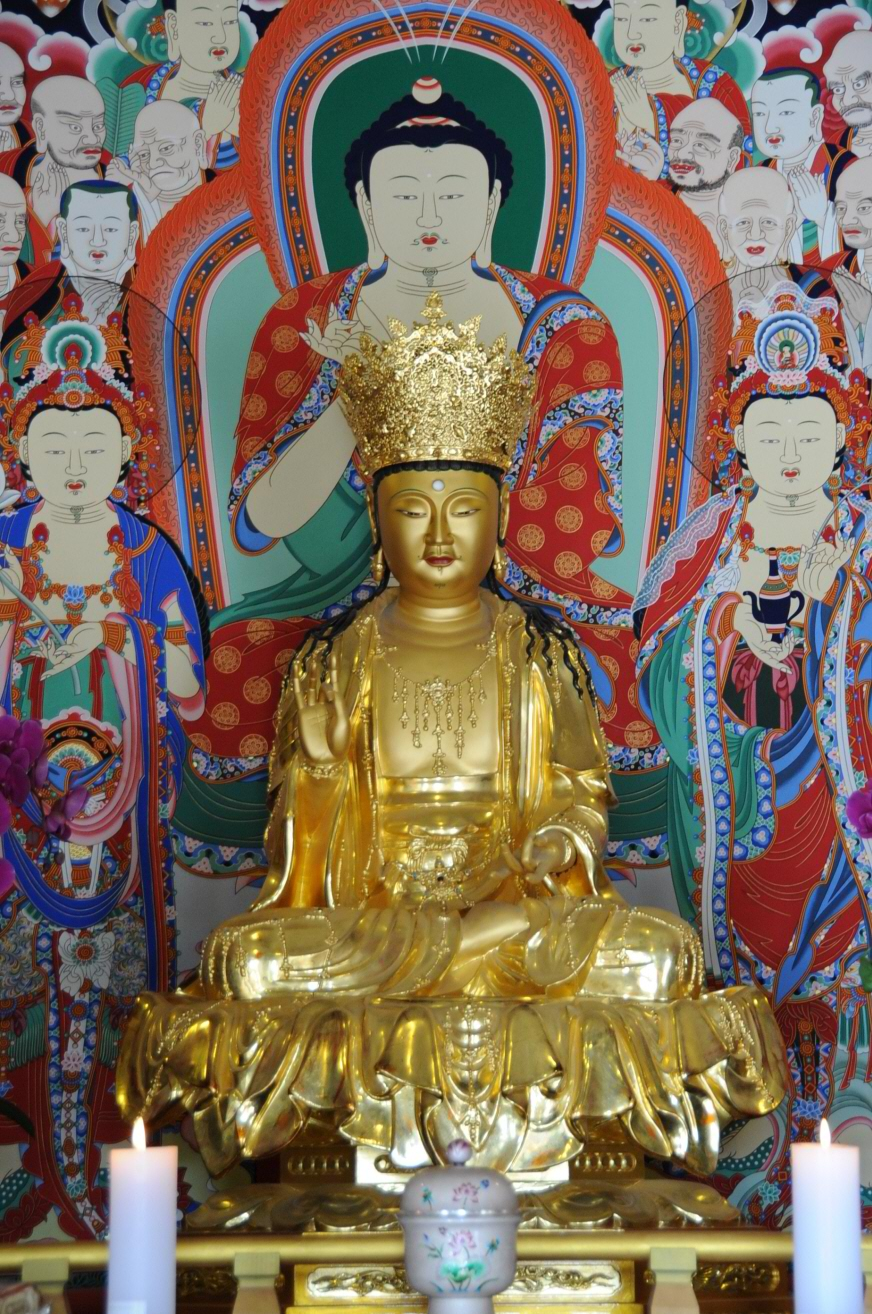
보물 제1362호 양양 낙산사 건칠관음보살좌상

## 같이 보기
- 성관음

## 관련서적
- Alexander Studholme: The Origins of Om Manipadme Hum. Albany NY: State University of New York Press, 2002 ISBN 0-7914-5389-8
- Kuan-Yin: The Chinese Transformation of Avalokitesvara (2001) by Chün-fang Yü, ISBN-13: 978-0231120296, Columbia University Press
- Buddha in the Crown: Avalokitesvara in the Buddhist Traditions of Sri Lanka (1999) by James P. McDermott, Journal of the American Oriental Society, 119 (1): 195-
- 관세음보살영험약초 : 1712년(숙종 38)에 김해 신어산 감로사(甘露寺)에서 개간한 책으로 편찬자 미상이다. 우리나라에 관음신앙을 유포에 시킨 저술이다.[60]